# Luís Oliveira Gonçalves
Luís de Oliveira Gonçalves (22. lipnja 1960.) je bivši izbornik angolske nogometne reprezentacije
Prije prelaska na seniore Gonçalves je trenirao angolsku reprezentaciju do 20 godina, koja je osvojila Afričko juniorsko prvenstvo. Izazvao je opće iznenađenje kada je Angolu doveo do Svjetsko prvenstva u Njemačkoj.